# Khalwa
La khalwa (in arabo خلوة‎?, in turco: halvet) è un periodo di ritiro spirituale, tipico del sufismo.

## Sufismo

### Ritiro
Nel sufismo, un periodo di ritiro spirituale, tradizionalmente di 40 giorni, durante i quali il discepolo pratica estenuanti esercizi spirituali sotto la guida di un maestro sufi.
Un murid entra nella khalwa sotto la guida di uno sceicco per un determinato periodo, talvolta per 40 giorni, fuoriuscendone solo per la preghiera e, di solito, per riferire sogni e visioni allo sceicco. Un tempo era una componente fondamentale della pratica Sufi, mentre oggi vi si ricorre meno frequentemente.

### Altri usi
- Una scuola religiosa è nota come una "khalwa" nel dialetto sudanese della lingua araba. Questo è sintomatico della presenza dominante che aveva il sufismo in Sudan.
- L'ordine Khalwati (Halveti) del sufismo prende il nome dal termine "khalwa".

## Altri usi
- Le case-preghiera dei drusi sono chiamate khalwaat e sono usate al posto delle moschee.